# Divadlo Šumperk
Divadlo Šumperk je profesionální divadlo s městem Šumperkem jako zřizovatelem. Jeho budova se nachází v Komenského ulici v Šumperku kolmo k Hlavní třídě. Profesionální soubor v Šumperku vznikl roku 1951 pod názvem Krajské oblastní divadlo Šumperk a funguje nepřetržitě dodnes. Na repertoáru činoherního souboru se nachází jak české a zahraniční klasické tituly, tak i současná dramatika.

## Historie od roku 1989
Po Sametové revoluci muselo šumperské divadlo čelit odlivu diváků, který se týkal české divadelní scény obecně. Z téměř 100 zaměstnanců musela být propuštěna celá polovina. Značnou redukcí prošel i herecký soubor, jehož střed tvořili mladí tvůrci, mnohdy elévové. I přes ztížené provozní podmínky si ovšem Severomoravské divadlo Šumperk získalo své diváky zpět a mnohdy dokázalo tvořit i umělecky náročnější inscenace. Zásadním historickým dnem v negativním slova smyslu se stal 24. říjen 1994, kdy neznámý pachatel podpálil divadlo, které kompletně vyhořelo. Zachránily se pouze kulisy jediné hry, která byla předchozího večera hrána na zájezdovém představení.

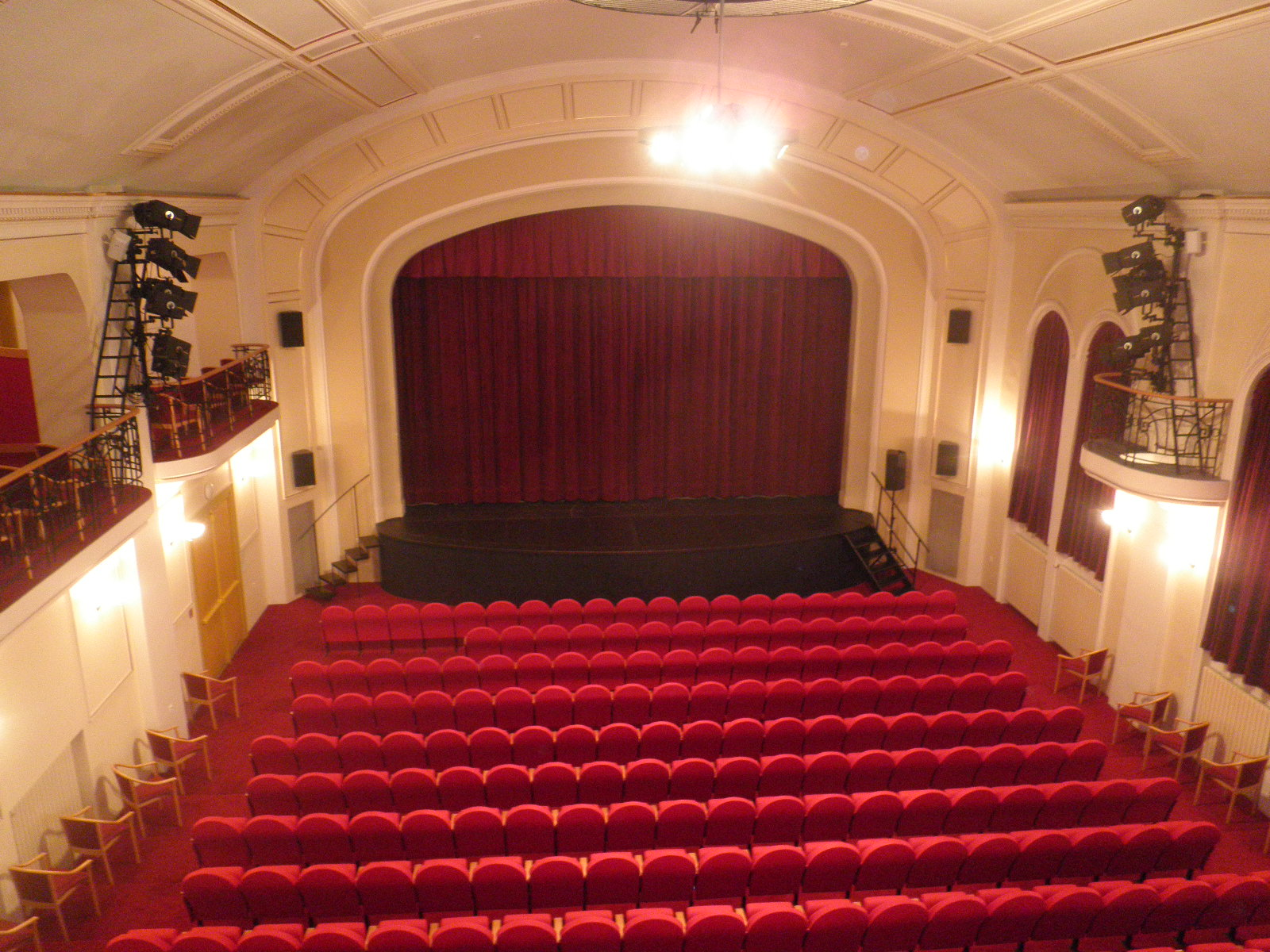
Pohled na hlediště a oponu divadla.

Devastující požár mohl znamenat konec stále divadelní scény v Šumperku. Ředitel Petr Král ovšem tuto situaci ustál. Divadlo získalo podporu nejen od radních města Šumperk, ale také od široké divadelní veřejnosti. Finanční částkou přispěl například Pavel Tigrid nebo Eliška Balzerová, která mezi pražskými hereckými kolegy uspořádala sbírku na záchranu šumperského souboru. V mezidobí, kdy docházelo k výstavbě nového divadelního dobu, působili šumperští herci v divadle D123, menším sále určeném do té doby ochotníkům. Slavnostní znovuotevření se událo 7. října 2000. Prvním premiérovým titulem po obnově hlavní divadelní budovy se stali Stroupežnického Naši furianti.
Roku 2001 bylo Severomoravské divadlo Šumperk přejmenováno na Divadlo Šumperk, s.r.o. Ředitelem se stal Oldřich Svozil. Za jeho ředitelského období došlo ke změně smluvních podmínek herců, kteří přestali být zaměstnanci a začali být najímáni na roční smlouvy o provedení práce. Zároveň se však k tomuto období pojí i širší nominace na Ceny Thálie pro Olgu Kaštickou a Petra Komínka. V roce 2011 se tohoto ocenění dostalo také Bohdaně Pavlíkové a Luboši Veselému, který v šumperském divadle hostoval. Oldřicha Svozila během roku 2007 nahradil ve funkci René Sviderski, který se rozhodl pro kontroverzní obměnu poloviny šumperského souboru. Ve funkci byl spolu se svým uměleckým šéfem odvolán před začátkem sezóny 2013/14, kdy byly tyto dvě funkce sloučeny. Ředitelem se stal dosavadní herec souboru Matěj Kašík. Během jeho éry, konkrétně v roce 2021, se herci stali znovu zaměstnanci Divadla Šumperk s.r.o.

## Současní tvůrci
Umělecké vedení v každé sezóně nabízí předplatné s obvykle pěti tituly pro večerního diváka, dvě pohádky a jeden projekt pro malou scénu Hrádek. Ředitel a umělecký šéf v jedné osobě má k dispozici jedenáctičlenný herecký soubor (6 mužů, 5 žen), kmenového dramaturga a tajemnici uměleckého provozu. Režie se zpravidla ujímají externí tvůrci.
Aktuální informace lze dohledat na webové stránce divadla.

## Významní tvůrci
Angažmá nebo hostování v šumperském divadle zažila v průběhu jeho historie celá řada známých herců. V některých případech šlo o jednu z jejich prvních zkušeností s profesionálním divadlem:
- Vladimír Ráž
- Ladislav Mrkvička
- Valerie Zawadská
- Ivan Vyskočil
- Bořivoj Navrátil
- Jiří Dvořák
- Miroslav Etzler
- Daniel Hrbek
- Norbert Lichý
- Vladimír T. Gottwald
- Bohdana Pavlíková
- Luboš Veselý
- Gabriela Míčová
- Lucie Polišenská
- Petr Komínek